# Висока (гміна Цекцин)
Висока (пол. Wysoka) — село в Польщі, у гміні Цекцин Тухольського повіту Куявсько-Поморського воєводства.
Населення — 273 особи (2011).
У 1975-1998 роках село належало до Бидгощського воєводства.

## Демографія
Демографічна структура станом на 31 березня 2011 року:
|          | Загалом | Допрацездатний вік | Працездатний вік | Постпрацездатний вік |
| -------- | ------- | ------------------ | ---------------- | -------------------- |
| Чоловіки | 138     | 33                 | 93               | 12                   |
| Жінки    | 135     | 22                 | 87               | 26                   |
| Разом    | 273     | 55                 | 180              | 38                   |